# Десногорск (городской округ)
Муниципальное образование «город Десногорск» или город Десногорск — административно-территориальная единица и муниципальное образование (городской округ) в Смоленской области России.
Административный центр — город Десногорск.

## История
Статус и границы городского округа установлены областным законом от 28.12.2004 г. № 120-з «Об административно-территориальном устройстве Смоленской области».

## Население
| 2009    | 2010    | 2011    | 2012    | 2013    | 2014    | 2015    | 2016    | 2017    |
| ------- | ------- | ------- | ------- | ------- | ------- | ------- | ------- | ------- |
| 31 251  | ↘29 850 | ↘29 653 | ↘29 420 | ↘29 140 | ↘28 765 | ↘28 554 | ↘28 330 | ↘28 140 |
| 2018    | 2019    | 2020    | 2021    | 2024    |         |         |         |         |
| ↘27 806 | ↘27 358 | ↘27 259 | ↘25 414 | ↘24 684 |         |         |         |         |

### Национальный состав
По итогам переписи населения 2020 года проживали следующие национальности (национальности менее 0,1 % и другое, см. в сноске к строке «Другие»):
| Национальность | Численность, чел. | Доля     |
| -------------- | ----------------- | -------- |
| Русские        | 22 667            | 89,19 %  |
| Украинцы       | 285               | 1,12 %   |
| Белорусы       | 253               | 1,00 %   |
| Армяне         | 154               | 0,61 %   |
| Татары         | 110               | 0,43 %   |
| Азербайджанцы  | 41                | 0,16 %   |
| Другие         | 1904              | 7,49 %   |
| Итого          | 25 414            | 100,00 % |

## Состав городского округа
| № | Населённый пункт | Тип населённого пункта        | Население |
| - | ---------------- | ----------------------------- | --------- |
| 1 | Десногорск       | город, административный центр | ↘24 618   |
| 2 | Сосновка         | деревня                       | ↗69       |

## Органы местного самоуправления
Представительный орган — Десногорский городской Совет. Состоит из 15 депутатов, избираемых сроком на 5 лет. Председатель Десногорского городского Совета — Терлецкий Анатолий Александрович.
Исполнительно-распорядительный орган — Администрация муниципального образования «город Десногорск» Смоленской области. Возглавляет Администрацию Врип Главы муниципального образования "город Десногорск" Смоленской области — Бриллиантова Злата Валерьевна.